# Джури (город, Бангладеш)
Джури (англ. Juri) — город на востоке Бангладеш, с 8 января 2005 года является административным центром одноимённого подокруга. Расположен в 48 км от города Маулвибазар.  